# 副希氏螳属
副希氏螳属（学名：Paracilnia）为纤螳科的一个属。

## 下属物种
本属包括以下物种：
- 尼氏副希氏螳 Paracilnia neavei Werner, 1909